# 水上瀧太郎
水上 瀧太郎（みなかみ たきたろう、1887年12月6日 - 1940年3月23日）は、日本の小説家、評論家、劇作家、実業家。本名阿部 章蔵。「三田文学」発表の「山の手の子」で出発。明治生命保険会社専務、大阪毎日新聞社取締役で長く実業と文学を両立した。強い道義性と文明批評性に特色がある。第2次「三田文学」復刊後は同誌の精神的主幹と呼ばれた。

## 生涯
東京市麻布区飯倉町三丁目（現・港区麻布台二丁目）に、明治生命の創業者阿部泰蔵の四男として生まれる。

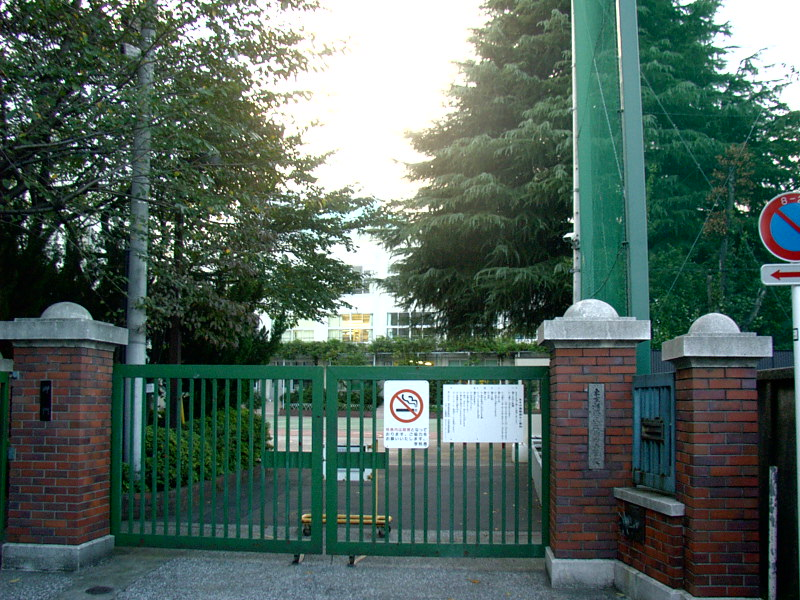
御田小学校「岬門｣2010年現在、水上が通っていた当時のまま現存している。

小泉信三の同期生として共に御田小学校を経て慶應義塾普通部に入学。この頃から、泉鏡花の小説や与謝野寛・晶子の短歌に傾倒する。慶應義塾大学部理財科に進むが、文科の永井荷風や小山内薫の講義を熱心に聴く。大学在学中の1911年に荷風主宰の『三田文学』に短編「山の手の子」を発表し、久保田万太郎とともに三田派の新進作家として注目される。戯曲「嵐」を「水上瀧太郎」名義で発表。筆名は鏡花作品の作中人物（「風流線」の水上規矩夫、「黒百合」の瀧太郎）に由来する。
1912年大学部理財科卒業後、父の命でハーヴァード大学に留学、短編集『処女作』を刊行。1914年第一次世界大戦の中ロンドン、1915年パリに学び、同じく留学中だった澤木四方吉（慶應義塾大学教授、西洋美術史を初めて日本に紹介）や、小泉信三と親交を深める。1916年に帰国、明治生命に入社、以後、会社勤めと作家生活を両立することになる。1917年、大阪支店副長として転勤し、東区島町一丁目の高橋館や西区土佐堀通二丁目の照月旅館を止宿とする。1918年より『三田文学』に随筆「貝殻追放」の連載を始める。1919年に東京に戻り、1921年明治生命監査役俣野景蔵の娘と結婚、創作と実業を両立させ、大阪時代の経験をもとに書いた『大阪』『大阪の宿』（1925年から雑誌『女性』に連載）などが代表作。休刊となっていた『三田文学』を1926年に復活し、久保田万太郎らとともに編集委員となる（『三田文学』の「精神的主幹」と呼ばれ、金銭的援助の他、無償で寄稿を続けた）。また、後進の育成にも尽力した。鏡花を囲む九九九会の世話人でもあった。
1929年慶應義塾評議員、1933年明治生命取締役、1939年大阪毎日新聞社取締役となるが、同年に師鏡花の死に遭う。翌年3月23日午後2時20分、丸の内の明治生命講堂で開催された婦人社員の「銃後の娘の会」の発会式で、専務取締役として挨拶した直後に脳溢血で倒れ、そのまま同日午後11時10分に亡くなった。戒名は賢光院智阿文徳章蔵居士。
長男は歌舞伎研究家の阿部優蔵（1931年 - 没年不詳）。父の蔵書
を「三田文学会」、慶應義塾大学図書館に寄贈した。

## 著書
- 『処女作』籾山書店 1912
- 『その春の頃』籾山書店 1913
- 『心づくし』籾山書店 1915
- 『海上日記』春陽堂 1917
- 『旅情』春陽堂 1919
- 『大空の下』春陽堂 1920
- 『亜米利加記念帖』国文堂書店 1920
- 『日曜』国文堂書店 1920
- 『葡萄酒』東光閣書店 1922
- 『大阪』東光閣書店 1923 のち新潮文庫、角川文庫
- 『明窓集』大阪毎日新聞社 1923
- 『貝殻追放』第1-3 東光閣書店 1920-25
- 『大阪の宿』友善堂 1926 のち岩波文庫、新潮文庫、角川文庫、講談社文芸文庫 - 1954年映画化（監督五所平之助）
- 『貝殻追放 第4』大岡山書店 1929
- 『果樹』改造社 1929
- 『月光集』大岡山書店 1929
- 『夏期講習』 1930 - 保険会社就職希望学生に夏期講習を名目に保険勧誘をさせる内幕物。
- 『貝殻追放』日本評論社 1933
- 『親馬鹿の記』改造社 1934
- 『倫敦の宿』中央公論社 1935 のち角川文庫
- 『遺産』中央公論社 1936
- 『人生案内』新潮社（日本少國民文庫）1937
- 『水上滝太郎全集』全12巻 岩波書店 1940-41、復刊1983-84
- 『父となる記』養徳社 1944
- 『貝殻追放』文体社 1947-48。第3巻まで刊（未完）
- 『貝殻追放 抄』河出市民文庫 1951。小泉信三編
- 『貝殻追放 抄』岩波文庫 1985、新版2001ほか。解説三好行雄
- 『貝殻追放』慶應義塾大学出版会 2010。完全版・3巻組函入り、解題武藤康史
- 『銀座復興 他三篇』岩波文庫 2012

「銀座復興」1931 - 「都新聞」1931年3月15日～4月16日連載。おでん屋「鉢巻き」に集まる客たちを中心に、関東大震災後の人々の復興への思いと行動を描く。
他は「九月一日」、「果樹」、「遺産」

## 伝記
- 今井達夫『水上瀧太郎』フジ出版社、1968年、新版1984年
- 網倉勲『水上瀧太郎の文学　サラリーマン小説の誕生』和泉書院、2020年